# Jewgienij Donskoj
Jewgienij Donskoj (ur. 9 maja 1990 w Moskwie) – rosyjski tenisista, reprezentant w Pucharze Davisa, olimpijczyk z Rio de Janeiro (2016).

## Kariera tenisowa
Karierę zawodową Donskoj rozpoczął w 2007 roku.
W grze pojedynczej wygrał 12 turniejów rangi ATP Challenger Tour. W zawodach wielkoszlemowych jego najlepszym wynikiem jest awans do 3. rundy w Australian Open i US Open z 2013 roku.
W kwietniu 2013 roku zadebiutował w reprezentacji Rosji w Pucharze Davisa. W 2021 roku zwyciężył razem z drużyną w turnieju ATP Cup.
W 2016 zagrał w turnieju singlowym igrzysk olimpijskich w Rio de Janeiro, osiągając 3. rundę.
W rankingu gry pojedynczej Donskoj najwyżej był na 65. miejscu (8 lipca 2013), a w klasyfikacji gry podwójnej na 161. pozycji (5 listopada 2012).